# Marschall von Westfalen

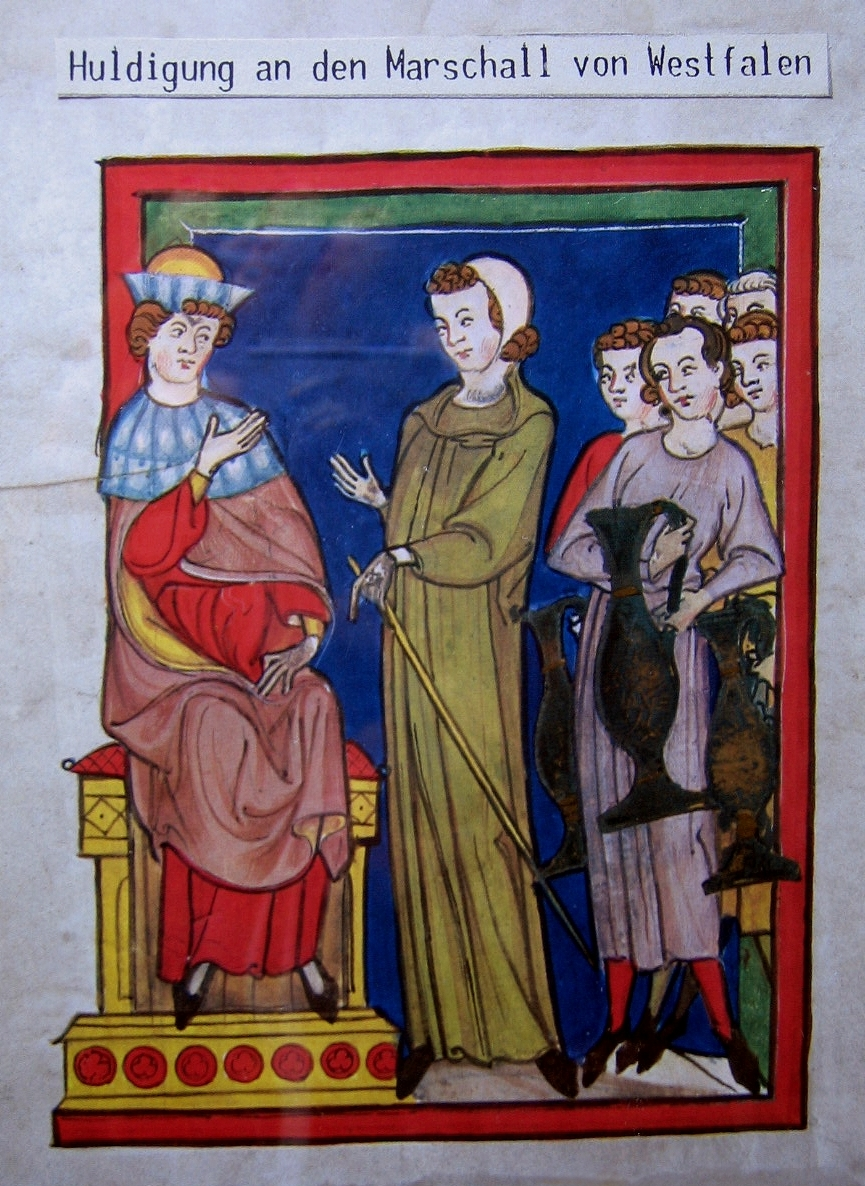
Abbildung aus dem Soester Nequambuch im Gerichtsmuseum Bad Fredeburg

Der Marschall von Westfalen war der Stellvertreter des Erzbischofs von Köln in dessen Funktion als Herzog von Westfalen. In dieser Eigenschaft lässt er sich für die Zeit vom 13. bis zum 15. Jahrhundert nachweisen.

## Entstehung und Bedeutung
Im Jahr 1180 wurde dem Erzbischof von Köln Philipp I. von Heinsberg von Kaiser Friedrich I. das Herzogtum Westfalen mit allen Rechten und Pflichten übertragen, wie sie vorher die Welfen besessen hatten. Um die erzbischöfliche Herrschaft zu sichern und seine Interessen während seiner häufigen Abwesenheit wahrzunehmen, bildete sich im Laufe der Zeit das Amt des Marschalls von Westfalen heraus. Die genaue Entstehungszeit ist umstritten. Die erste sichere urkundliche Überlieferung lässt sich in das Jahr 1217 datieren.
Der Erzbischof von Köln konnte den Marschall ein- und absetzen und von ihm uneingeschränkte Gefolgschaft verlangen. Solange der Stuhl des Erzbischofs nicht besetzt war, schuldete der Marschall dem Kölner Domkapitel Gehorsam. War das Marschallamt jedoch vom Erzbischof verpfändet, so konnte der Marschall erst dann aus seinem Amt entfernt werden, wenn die Pfandschaft abgelöst worden war. Bis dahin konnte das Marschallamt vom Pfandinhaber vererbt werden.
Eine Verpfändung fand etwa um 1370 statt, als das Amt an den Bischof von Paderborn verpfändet wurde. Erst als die Stadt Soest dem Kölner Erzbischof 2000 Gulden lieh, gelangte das Marschallamt 1376 wieder unter kölnische Kontrolle. Um 1455 wurde das Amt infolge der Kosten der Soester Fehde an Johann von Nassau verpfändet.

## Aufgaben
In den Quellen wird der Marschall von Westfalen als „marscalcus Westfalie“ bezeichnet. In seiner Funktion als militärischer Oberbefehlshaber hatte er bei Gefahr für die Landessicherheit die Burgmannen und sonstigen Lehnsmannen, außerdem die Amtmannen und die Gografen mit ihren Gemeinden aufzubieten. Dabei musste er sich an bestehende Bündnisse halten und hatte schutzbedürftigen Reisenden Geleit zu gewähren. Im Einzelfall war er dazu verpflichtet, den Erzbischof bei seinen Kämpfen in den Rheinlanden mit Bewaffneten zu unterstützen. Er durfte aber von sich aus keine Fehden beginnen. Falls aber der Erzbischof in Westfalen in Fehden verwickelt wurde, musste sie der Marschall in dessen Namen und auf Kosten seines Herren führen.
Mit Entstehung der Amtsverfassung im frühen 14. Jahrhundert hatte der Marschall die Amtmannen ein- und abzusetzen, sofern sie ihre Ämter nicht pfandweise erworben hatten. Aber auch in diesen Fällen konnte er von ihnen Huldigung und militärischen Gehorsam verlangen.

## Verschiebung der Aufgabenschwerpunkte
Der Erzbischof von Köln hatte als Herzog von Westfalen nach der Übertragungsurkunde von 1180 das Recht, nach seinem Willen Burgen und andere Befestigungen zwischen Rhein und Weser anzulegen. So ist es kein Zufall, dass uns im 13. Jahrhundert der Marschall als Verantwortlicher bei der Gründung einer Reihe von Städten mit Festungscharakter begegnet. Das führte oft genug zu Konflikten mit anderen Herren in Westfalen, die in ihren Gebieten das Befestigungsrecht für sich ebenfalls in Anspruch nahmen.
Im 14. Jahrhundert wuchs der Einfluss des Marschalls mit der Übernahme der Führung zahlreicher Landfriedensbündnisse in Westfalen. Damit konnte er zeitweise seine Macht über fast ganz Westfalen ausdehnen.
Im 15. Jahrhundert ging die Bedeutung des Marschallamtes als überterritoriale Institution immer mehr zurück. Die Landfriedensbündnisse verloren ihre hervorragende Bedeutung als übergreifende friedenssichernde Instrumente. Die Macht des Marschalls beschränkte sich nun vorwiegend auf das Territorium des Erzbischofs von Köln in Westfalen. Auch die zunehmende Verpfändung der westfälischen Ämter trug zu seiner Schwächung bei.
Das Marschallamt selbst wurde ebenfalls immer öfter verpfändet. Seine abnehmende Bedeutung kann man an der stets geringer werdenden Pfandsumme ablesen. Mit der Politik intensiver Verpfändungen ist der Name des Kölner Erzbischofs Dietrich von Moers (1414–1463) eng verknüpft. Von ihm wird überliefert, er habe, um seine weit nach allen Seiten zielende Großmachtpolitik zu finanzieren, nach und nach alle erzbischöflichen Einkünfte und Besitzungen mit Ausnahme des Poppelsdorfer Schlosses verpfändet.

## Amtsbereich
Vermutlich hatte der Marschall seinen Sitz in Rüthen. Anfangs war sein Amtsbereich nicht eindeutig territorial begrenzt. Ganz allgemein war er als Stellvertreter des Herzogs von Westfalen für die Sicherheit in den Gebieten zwischen Rhein und Weser verantwortlich. Mit zunehmender Territorialisierung beschränkte sich sein Machtbereich auf das Territorium des Erzbischofs in Westfalen. Dieses war anfangs noch sehr zerstückelt. Zur Abrundung seines Territoriums trug vor allem der Erwerb der Grafschaft Arnsberg im Jahr 1368 bei. Zeitweise war der letzte Graf Gottfried IV. Marschall von Westfalen. Später war der Marschall von Westfalen häufig in Personalunion oberster Amtmann der Grafschaft Arnsberg, bis diese beiden Ämter dann um 1450 miteinander verschmolzen. Hinzu kamen nach der Soester Fehde 1449 die späteren Ämter Fredeburg und Bilstein. Hierzu gehörte aber nicht mehr das Vest Recklinghausen, das keine Landverbindung mit dem kurkölnischen Westfalen besaß.
Unter dem Begriff Marschallamt wurde nun neben dem Verwaltungsgebiet auch eine Behörde verstanden, deren Vorsitz der Marschall innehatte. Etwa seit 1370 lassen sich Rentmeister beziehungsweise Kellner nachweisen. Diese waren anfangs in der früheren Grafschaft Arnsberg und später dann im ganzen Herzogtum Westfalen für die Einnahmen des Erzbischofs verantwortlich. Vermutlich ging aus dieser Tätigkeit das Kämmereramt hervor.
Im Laufe der Zeit nahmen die westfälischen Stände immer mehr Einfluss auf die Herrschaft im Lande. So erreichten sie im Jahr 1463 von Erzbischof Ruprecht von der Pfalz die Zusage, dass dem Marschall ein beständiger Rat mit Vertretern aus ihren Reihen beizugeben sei. Sichtbares Zeichen für den weitgehenden Bedeutungsverlust ist die Tatsache, dass 1482 an die Stelle des Marschalls der Landdrost trat, der nun zusammen mit den genannten Räten bis zum Ende der kurkölnischen Herrschaft die Regierung des Herzogtums Westfalen bildete.

## Kölnische Marschälle von Westfalen
| - 1180 Adolf von Dassel - um 1195 Hermann von Oesede - 1207 Simon I. von Tecklenburg († 1202?) - 1217/1220 Rycquinus/Richwin von Erwitte - 1221 Heinrich - 1226 Johann von Erwitte - 1227–1230 Richwin von Erwitte (zum 2. Mal) - 1231–1248 Albert II. von Störmede - 1232 Heinrich von Soest - 1238 Albert von Honstaden - 1240–1243 Gottfried, † 1290 - 1248–1256 Albert II. von Störmede (zum 2. Mal) - 1248 Heinrich von Volmestein - 1250; 1266 Arnold von Honstaden - 1256–1260; 1267 Hunold I. von Plettenberg - 1266 Heidenreich von Plettenberg - 1276 Konrad von Elverfeld - 1281–1282 Goswin - 1282–1290 Johann I. von Bilstein † 8. April 1310 - 1290–1292 Otto von Everstein-Polle - 1293–1300 Johann I. von Plettenberg - 1300–1305 Simon II. von Tecklenburg - 1301+1303 Hunold von Plettenberg - 1305–1318 Johann I. von Plettenberg - 1318–1331 Robert III. von Virneburg - 1331–1332 Konrad von Hüsten - 1333–1335 Berthold von Büren - 1336–1339 Heinrich von Löwenberg | - 1339–1344 Gottfried IV. von Arnsberg - 1344–1349 Johann IV. von Reifferscheid - 1352 Hermann von Plettenberg - 1356–1358 Johann I. vom Neuen Haus Padberg - 1366 Engelbert III. von der Mark - 1368–1370 Gottfried IV. von Arnsberg (zum 2. Mal) - 1370–1377 Heinrich von Spiegel zum Desenberg, Bischof von Paderborn - 1377–1381 Gotthard von Wevelinghoven - 1381 Heidenreich von Oer - 1381–1382 Simon von Sternberg, Bischof von Paderborn - 1382–1385 Rütger von Brempt - 1386–1388 Johann von Plettenberg gen. Heydemole - 1386–1406 Dietrich von Ketteler - 1406 Adolf von Berg - 1406–1407 Engelbert I. von Nassau - 1409–1441 Johann von Hatzfeld - 1429 Evert von Dahl - 1441–1446 Heinrich von Alinghoven, gen. Laar - 1446–1450 Heinrich von Mörs, Bischof von Münster - 1450–1454 Johann IV. von Nassau - 1454–1458 Konrad von Wrede - 1458–1465 Johann V. von Hatzfeld zu Wildenburg „der Ältere“ - 1461–1473 Bernhard von Lippe - 1473–1475 Goswin von Ketteler, Landdrost - 1475–1480 Johann II. von Salm-Reifferscheid - 1482 Philipp von Waldeck |